# Joaquín Labayen

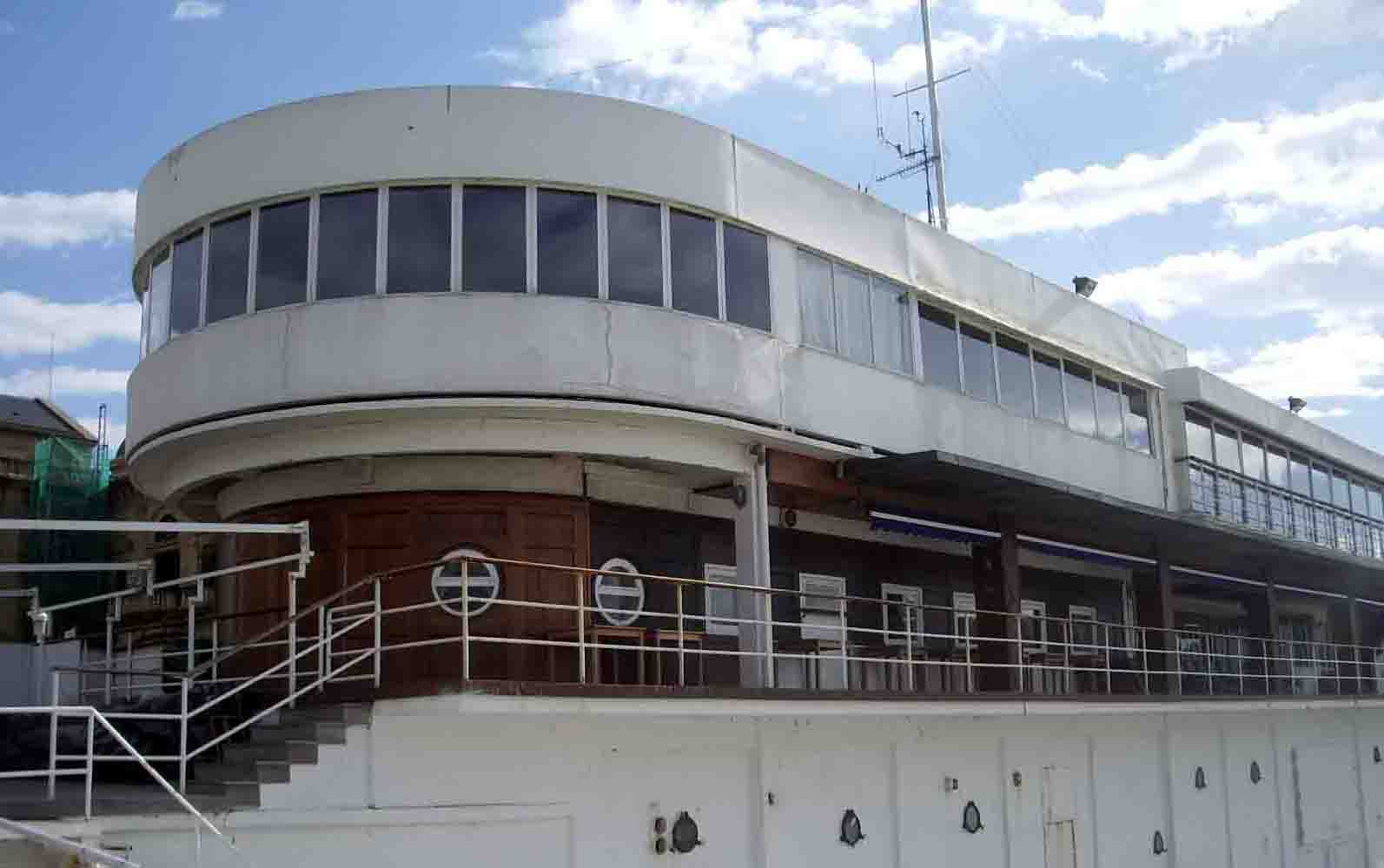
Club Náutico de San Sebastián

Joaquín Lucio Labayen Toledo (Tolosa, 1900 - 1995) fue un arquitecto racionalista vasco, fundador del grupo GATEPAC, coautor con su socio José Manuel Aizpurúa del Club Náutico de San Sebastián (1929).

## Biografía
Su padre había nacido en Argentina. Cursó en Oviedo y Madrid los cursos preparatorios para el ingreso en la facultad de arquitectura y se graduó en la ETSAM. Fueron profesores suyos Modesto López Otero y Teodoro Anasagasti. Pasó por la Residencia de Estudiantes, donde trató a Fernando García Mercadal, Benjamín Palencia, Federico García Lorca, Manuel Sánchez Arcas y Luis Vallejo, entre otros. García Mercadal les dio a conocer a él y a Aizpurúa las novedades introducidas por el Comité International pour la Réalisation de l´Arquitecture Contemporaine. Así, Labayen y Aizpurúa, fascinados, fundaron la filial española del Comité, el GATEPAC: Grupo de Arquitectos y Técnicos Españoles para el Desarrollo de la Arquitectura Contemporánea, también conocido como el Grupo Norte. 
El estudio Labayen&Aizpurúa, abierto en 1927 y muy cotizado, estaba localizado en la donostiarra calle Prim. En su primera etapa como profesional destaca la fuerte impresión que le causaba el vanguardismo racionalista. Más tarde, en pleno nacional-catolicismo y dada la militancia falangista de Aizpurua abandonó la modernidad. Labayen sin embargo nunca simpatizó con el mismo, siendo nacionalista vasco. En su etapa vanguardista, entre 1927 y 1931, destaca su neoplasticidad, basada en colores primarios, como se puede apreciar en el plano de un proyecto de restaurante en el Monte Ulía o en el proyecto que envió al concurso de la Facultad de Medicina de Granada. Su estudio, que realizaron en marzo de 1928 es un espacio que ejerce de laboratorio del arte y de intercambio artístico.